# Hausmesse
Hausmessen, -ausstellungen oder  auch Mikromessen  sind eine Form der Marketing-Messe.
Initiatoren der Hausmessen sind nicht ganze Branchen bzw. deren Verbände, sondern einzelne Unternehmen, die spezielle Informations- und Verkaufsmessen für ihre Kunden abhalten, damit diese sich ganz auf das eigene Unternehmen und sein Angebot (ggf. besondere Innovationen) konzentrieren können. Hausmessen bieten den Vorteil, dass sie sich unternehmens- und situationsspezifisch gestalten lassen.